# TOPIX
Tokyo Stock Price Index (東証株価指数), almindeligvis kendt som TOPIX udgør sammen med Nikkei 225 de vigtigste aktieindeks for Tokyo Stock Exchange (TSE) i Japan og det består af de vigtigste børsnoterede indenlandske selskaber. Det udregnes og udgives af TSE. Februar 2011 var der 1.669 virksomheder i TSEs første sektion og markedsværdien af aktierne i indekset var 197.400 mia. ¥.
Aktieindekset er skiftet fra vægtning der omfattede alle virksomhedernes aktier til et system der er baseret på alle likvide aktier som er tilgængelige for handel. Dette skifte skete begyndte i oktober 2005 og var færdiggjort i juni 2006. Til trods for at forandringen var teknisk så havde den væsentlig indflydelse på mange virksomheders vægtning, fordi mange mange virksomheder i Japan har betydelige aktieposter i deres forretningspartneres selskaber og disse aktier indgår ikke længere i udregningerne af aktieindekset.
TSE udregner og udgiver TOPIX-indekset hvert halvår.

## TOPIX aktieindeks
TOPIXs aktieindeks-lister omfatter bl.a. TOPIX 100, TOPIX 500 og TOPIX 1000.